# Nankingi mészárlás
A nankingi mészárlás vagy ahogy másképp nevezik, Nanking meggyalázása a történelem egyik legnagyobb tömegmészárlása volt, amelyet a Japán Birodalom szárazföldi alakulatai követtek el a Kínai Köztársaságban 1937. december 13. – 1938. január vége között, a második kínai–japán háború alatt.
A hat hétig tartó erőszakhullám számos részlete ma sem tisztázott még. Ennek oka, hogy a helyszínt még az események előtt elhagyta a nyugati állampolgárok zöme, így leginkább japán és kínai forrásokra lehet támaszkodni, amelyek meglehetősen ellentmondásosak. Az erőszak áldozatainak számát a kínaiak közel 300 ezer főre becsülik, a japán kormány viszont csupán 20 ezer főt ismer el. A Távol-keleti Nemzetközi Katonai Törvényszék 250 ezer főben állapította meg az áldozatok számát.

## Előzmények
A kínai nacionalista kormány 1928-ban, az északi hadjárat után Kantonból Nankingba helyezte át székhelyét. Ennek hatására az addigi negyedmilliós város lakosainak száma egymillióra emelkedett néhány év alatt.
1937. július 8-án a pekingi városközponttól 15 kilométerre fekvő Marco Polo hídnál tűzpárbaj tört ki a kínaiak és a gyakorlatozó japán katonák között. A japán vezetés a kínai katonák megbüntetését és bocsánatkérést követelt a kínai vezetéstől, amely vonakodott ennek eleget tenni. A második felszólítással egy időben a japán hadsereg átfogó támadást indított. Ezzel kitört Kína és Japán között az úgynevezett második kínai–japán háború. A konfliktus Japán 20. század eleje óta folytatott imperialista politikájára vezethető vissza, amelynek célja az volt, hogy politikailag és katonailag uralma alá hajtsa Kínát, és ezzel fontos nyersanyag-lelőhelyeket, munkaerőt és élelmiszerkészletet biztosítson a maga számára. Ezzel együtt a kínai nacionalizmus erősödése és az önrendelkezési joghoz való feltétlen ragaszkodás is szította a háború tüzét.
A sanghaji csatát a japánok csak szárazföldi erők átcsoportosításával és légifölényükkel tudták megnyerni. A sanghaji csata közel három hónapig tartott, ami szégyennek számított a japán propagandának, mivel a háború kitörésekor három hónap alatt szerették volna lerohanni egész Kínát.

## A mészárlás

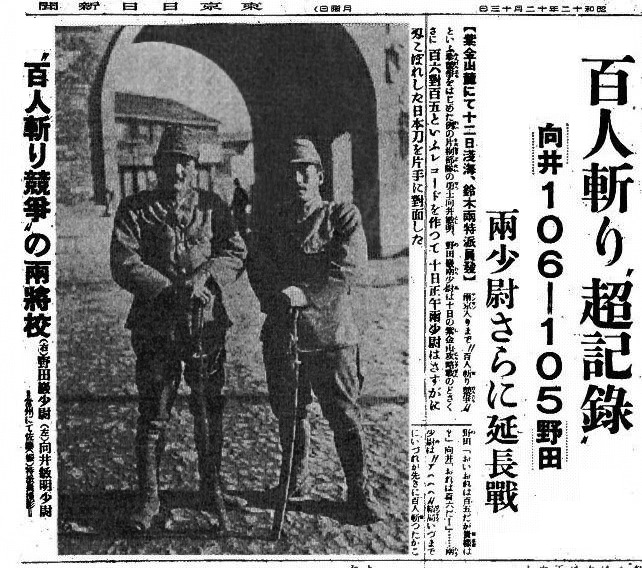
Japán tisztek újságcikkben közölt versenye arról, melyikük vágja le több kínai fejét karddal. A verseny állása 106–105

A technikailag jóval fejlettebb japán haderő elfoglalta Pekinget és Sanghajt, majd fő célja, Nanking ellen indult. A japán hadvezetés felszólította a város védőit az azonnali megadásra. Mivel 1937. december 10-én 13 óráig nem kaptak választ, Macui Ivane tábornok kiadta a parancsot a város elfoglalására. Kemény harcok után 1937. december 13-án a japánok felmorzsolták a kínaiak ellenállását, és elfoglalták a várost. Ezzel kezdetét vette a hat héten át tartó brutális erőszak a városban lévő katonák és civilek ellen.
A benyomuló japánok elől tömegek kezdtek menekülni a Jangce-folyó felé, de nem találtak hajókat, mert a város vezetése korábban elpusztíttatta azokat, hogy megakadályozza a szökéseket. Sokan úszva próbáltak átjutni a túlsó partra. A folyóhoz érkező japán katonák tüzet nyitottak a menekülőkre. Egy beszámoló szerint másnapra rengeteg holttest borította a folyópartot. A gyilkolás eközben a város többi részén is folyt. A kínai katonák nagy részét még a külvárosban elfogták, de voltak, akik bemenekültek a városba, majd civilnek öltöztek. Emiatt a 17. japán hadtest katonái mindenkit letartóztattak, akiről feltételezték, hogy korábban katona volt. Őket a városon kívülre vitték, és kivégezték a korábban fogságba esett katonákkal együtt.
A civil lakosságnak is terrort kellett elszenvednie. A japán katonák kegyetlen gyilkolási módszereket alkalmaztak: versenyt rendeztek, ki tud rövidebb idő alatt több foglyot lefejezni katanával vagy bajonettel leszúrni. Élve temettek el embereket, másokat benzinnel locsoltak le, majd felgyújtottak. Előfordult az is, hogy embereket élve kibeleztek. Mintegy 20 ezer nőt és gyerekeket erőszakoltak meg a nyílt utcán, sőt még templomokban is. Az erőszakot gyakran csoportosan, a hozzátartozók szeme láttára követték el, majd ugyanerre kényszerítették a közvetlen családtagokat is. Az így megalázott nőket megcsonkították, majd brutálisan meggyilkolták. A várost kifosztották, számos épületet felgyújtottak.

### A nemzetközi védőzóna

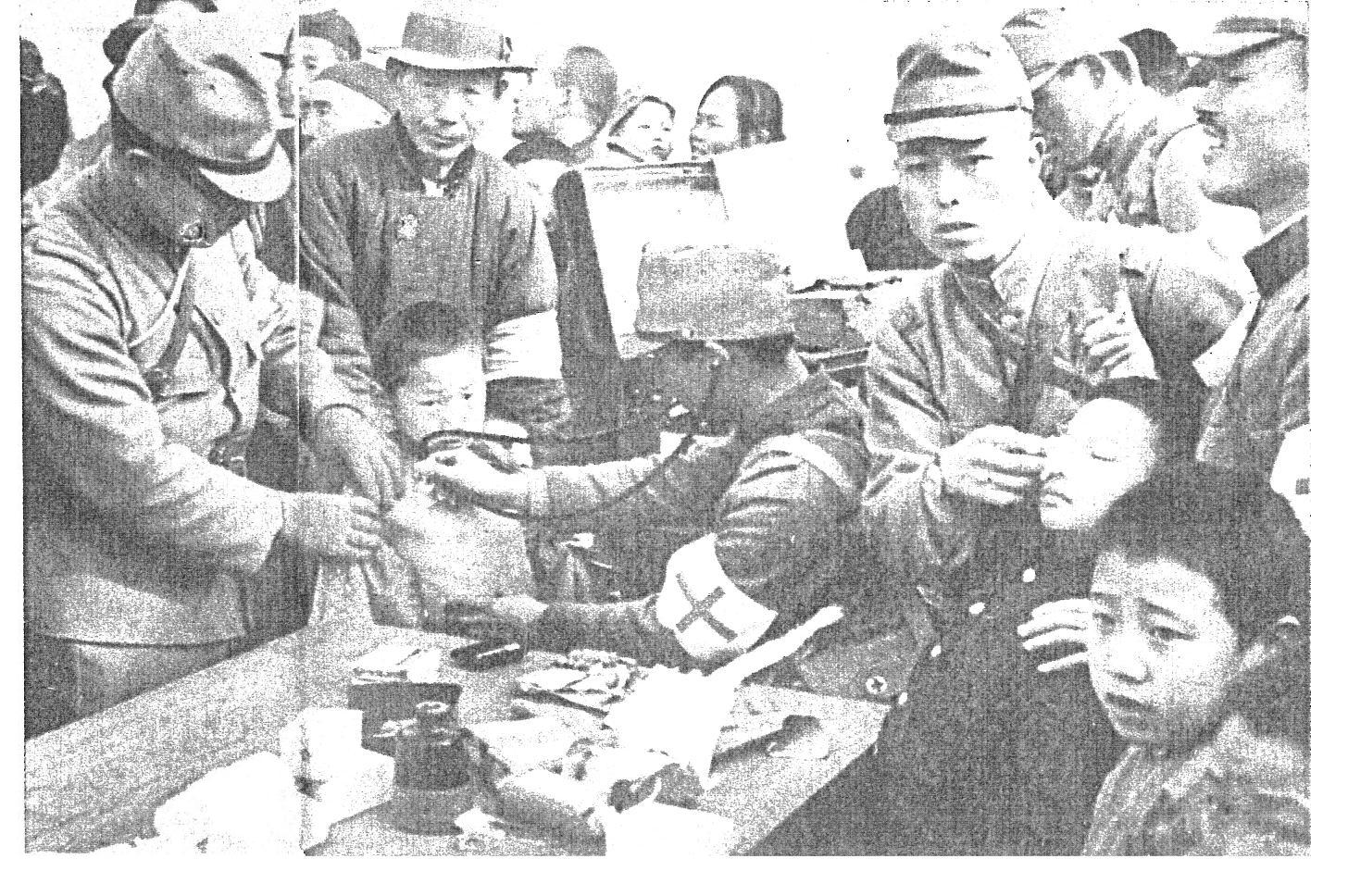
Japán orvosok a védőzónában

A nankingi nemzetközi védőzóna vagy biztonsági zóna (Nanking Safety Zone) egy demilitarizált övezet volt a városon belül. A védőzóna lényegében magában foglalta a német Siemens cég képviseletét és a nagykövetségi épületek többségét, köztük Japánét is. Ebben a zónában éltek azok a nyugati állampolgárok, akik a városban maradtak. Nagyjából 20-30-an lehettek.
A védőzóna vezetője John Rabe, a Siemens helyi érdekeltségének igazgatója volt. Rabe nemcsak szervezői és vezetői gyakorlattal rendelkezett, hanem elkötelezett náci és a Nemzetiszocialista Német Munkáspárt tagja is volt, aki így védelmet élvezett. A biztonsági zóna védelméhez hozzájárult a kapu fölé függesztett horogkeresztes zászló is. A védőzóna azonban nem csupán a nagykövetségeket és a külföldieket védte, hanem ott talált menedéket közel 200 ezer kínai civil is. Az egyezség értelmében a területre nem léphettek be sem a japán, sem a kínai katonák.

## Következmények

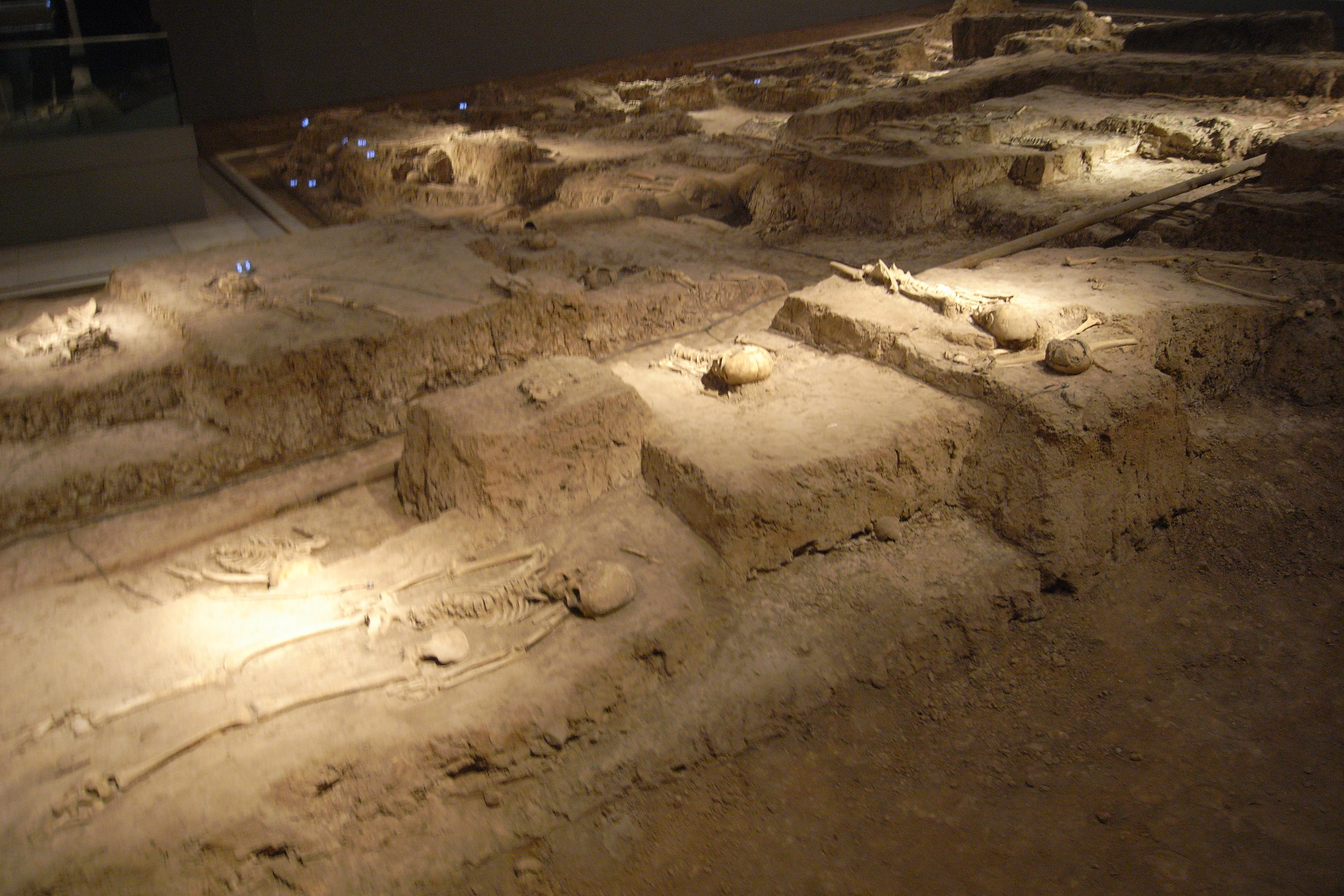
A nankingi mészárlás áldozatainak földi maradványai.

1937 decembere után a nyugati közvélemény a nankingi mészárláshoz hasonló események miatt élesen a japánok ellen fordult. 1938-ban visszarendelték Japánba Macui Ivane tábornokot, aki leszerelt a hadseregtől, és visszatért szülővárosába, ahol szentélyt építtetett a nankingi mészárlás áldozatainak emlékére, akik miatt bűntudat gyötörte. Macui a mészárlás idején súlyos beteg volt, és máig vitatott, hogy ez mennyire hatott ki parancsnoki képességeire. 1948-ban a tokiói perben „nemzeti szégyennek” nevezte a történteket, ennek ellenére mint háborús főbűnöst felakasztották. Ő volt az egyetlen, akit a mészárlásért elítéltek.
A nankingi események hatásai ma is érezhetőek. A Kína és Japán közötti hűvös diplomácia kapcsolathoz nagyban hozzájárul, hogy a japán vezetés továbbra is bagatellizálja az eseményeket. Vannak olyan politikai csoportok, amelyek tagadják a mészárlás megtörténtét, az arról készült fotókat hamisítványnak nevezik. A japán történelemkönyvek apró incidensként jellemzik a nankingi mészárlást. Iris Chang írónő a túlélők emlékiratai alapján írta meg a The Rape of Nanking – The Forgotten Holocaust of World War II (Nanking megerőszakolása – A második világháború elfeledett holokausztja) című könyvét, amelyből később film készült.

## Filmek, dokumentumfilmek a mészárlásról
- Iris Chang: The Rape of Nanking
- Élet és halál városa
- John Rabe
- A háború virágai, Csang Ji-mou 2011-es filmje